# Samanta Botter
Samanta Botter (Trieste, 6 agosto 1970) è un'ex rugbista a 15, allenatrice di rugby a 15 e dirigente sportiva italiana, in carriera attiva come estremo; in precedenza fu cestista fino alla serie A/2 e dopo la fine della carriera rugbistica è stata anche giocatrice di calcio gaelico, disciplina nella quale ha rappresentato l'Italia a livello internazionale; dal 2017 è direttrice del settore femminile giovanile del Petrarca.

## Biografia
Avviata giovanissima alla pallacanestro, praticò tale disciplina per 14 anni militando in varie compagini padovane fino a giungere alla serie A2; nel 1995 si aggregò alla nascente formazione delle Perle Nere, ramo femminile del Petrarca, di cui in seguito sarebbe divenuta capitano.
Già nel 1996 fu esordiente in Nazionale, durante il campionato europeo in Spagna, in cui l'Italia giunse quarta; due anni più tardi fu tra le convocate alla Coppa del Mondo nei Paesi Bassi; a livello nazionale passò nel 2001 alla squadra femminile del Benetton, le Red Panthers, con cui vinse lo scudetto al primo anno; a seguire fu convocata per la Coppa del Mondo di rugby femminile 2002, la sua seconda consecutiva.
Nel 2003, dopo il secondo scudetto consecutivo con le trevigiane, si trasferì a Mira al Riviera del Brenta, contribuendo alla vittoria del loro primo titolo italiano, terzo personale e consecutivo; nel 2004 si ripeté, riuscendo a vincere quattro scudetti consecutivi con due squadre diverse.
Contemporaneamente all'attività da giocatrice fu allenatrice dell'Under-15 femminile del Valsugana; nel 2008 fu giocatrice-allenatrice del Riviera del Brenta che nel 2010 guidò alla vittoria nel campionato anche se non scese mai in campo in tale stagione; nel 2011, raggiunti i limiti d'età, smise di giocare.
Una volta cessata l'attività in campo ebbe diversi ruoli nel rugby giovanile; nel 2014 rispose a una richiesta di reclutamento di giocatrici di calcio gaelico per costituire una squadra nazionale che affrontasse la Francia a Tolosa e il 14 novembre di quell'anno debuttò internazionalmente in tale disciplina, per poi entrare nella squadra di club delle Venetian Lionesses di Rovigo, costituitosi nel 2015.
Nel frattempo, tornata nel settore giovanile del Petrarca come direttrice degli skill, dal 2017 è anche coordinatrice del settore juniores femminile dello stesso club.

## Palmarès

### Giocatrice
- Campionati italiani: 5
Red Panthers: 2001-02, 2002-03
Riviera del Brenta: 2003-04, 2004-05, 2006-07

### Allenatrice
- Campionati italiani: 1
Riviera del Brenta: 2009-10